# Clásica a los Puertos de Guadarrama 2002
La Clásica a los Puertos de Guadarrama 2002, venticinquesima edizione della corsa, si svolse il 25 agosto 2002 su un percorso di 152 km, con partenza e arrivo a Guadarrama. Fu vinta dallo spagnolo Josep Jufre Pou della Carvalhelhos-Boavista davanti ai suoi connazionali Adolfo Garcia Quesada e Óscar Sevilla.

## Ordine d'arrivo (Top 10)
| Pos. | Corridore                 | Squadra               | Tempo    |
| ---- | ------------------------- | --------------------- | -------- |
| 1    | Josep Jufre Pou           | Carvalhelhos-Boavista | 3h21'56" |
| 2    | Adolfo Garcia Quesada     | iBanesto.com          | s.t.     |
| 3    | Óscar Sevilla             | Kelme                 | s.t.     |
| 4    | Cesar Solaun Solana       | Euskaltel-Euskadi     | s.t.     |
| 5    | Francisco Mancebo         | iBanesto.com          | s.t.     |
| 6    | Héctor Guerra             |                       | s.t.     |
| 7    | Pedro Arreitunandia       | Carvalhelhos-Boavista | a 1"     |
| 8    | Jesus Maria Manzano Ruano | Kelme                 | s.t.     |
| 9    | Koldo Gil Perez           | iBanesto.com          | a 30"    |
| 10   | José Iván Gutiérrez       | iBanesto.com          | s.t.     |